# Zandhazendurp

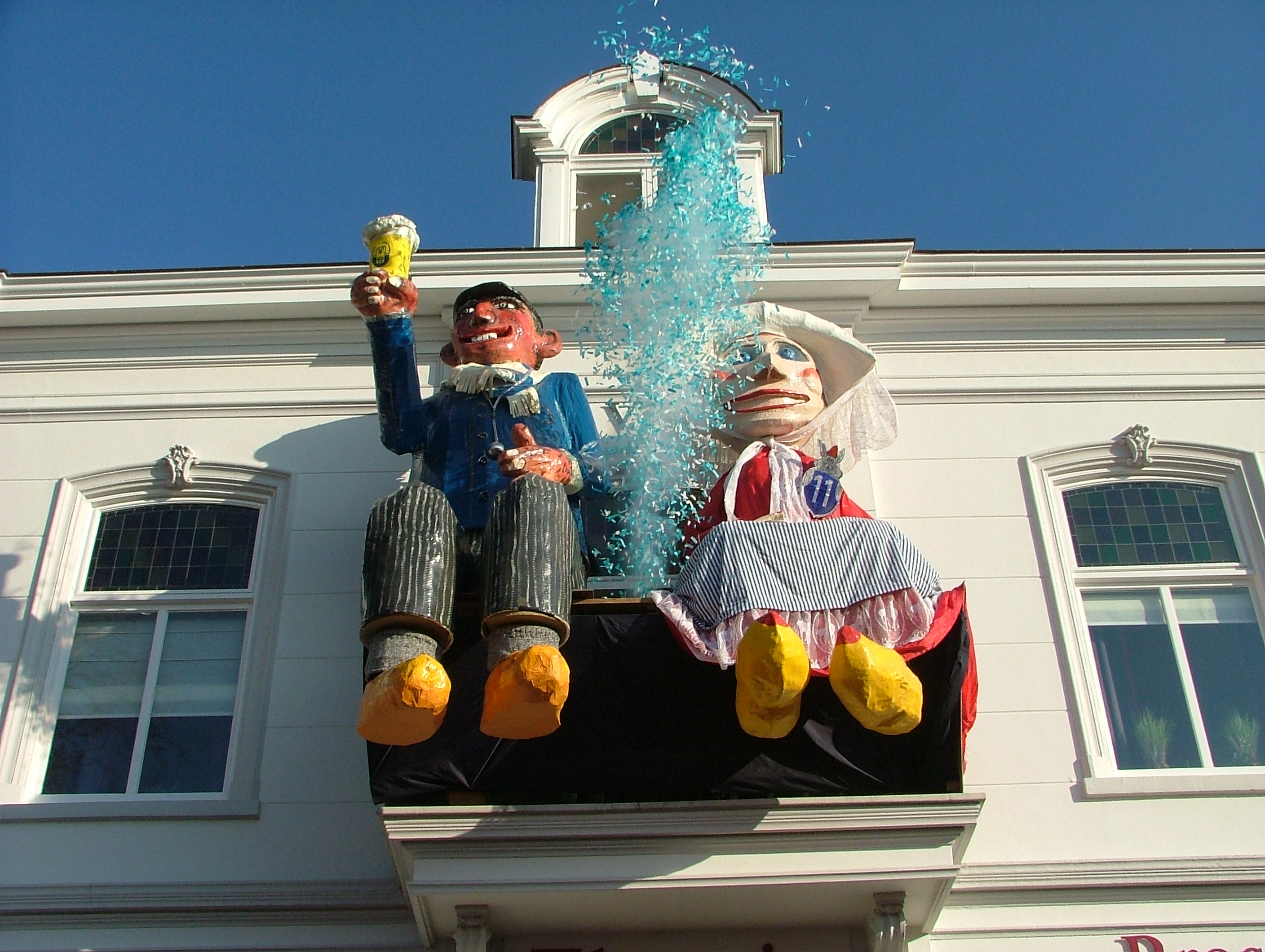
Hannus en Hanneke tijdens carnaval in 2006.

Zandhazendurp is de naam van Rosmalen tijdens carnaval. De naam is ontleend aan het feit dat Rosmalen in een zandgebied ligt.

## Carnavals verenigingen
- Bende Gek
- CV De Likkebaerden
- De Kepkes
- Nog Eentje Dan
- Hedde FF
- De Mafklappers

## Opening
Op zaterdag wordt carnaval in Zandhazendurp geopend, door de sleuteloverdracht van de burgemeester van 's-Hertogenbosch aan de Prins van Zandhazendurp. De Prins van Zandhazendurp zwaait dan de scepter gedurende de carnavalsdagen en de burgemeester wordt dan gedurende de dagen een Zandhaas. Aansluitend wordt het eerste fustje bier aangesloten.
Alvorens de sleuteloverdracht plaatsvindt, is er eerst nog een keinderoptocht (kinderoptocht), waarmee ook de Prins van Zandhazendurp ingehaald wordt. De optocht eindigt op De Driesprong, midden in het centrum van (dan nog) Rosmalen, waarna de plechtigheden gaan beginnen. De gehele intocht en de keinderoptocht worden georganiseerd door de Hannusclub.
De grote optocht van Zandhazendurp wordt op zondag gehouden. Op zondag is er in de Sint-Lambertuskerk ook nog een carnavalsmis, alwaar de prins en de jeugdprinses en hun gevolg aanwezig zijn. Tijdens carnaval is de Kentering in het Centrum de residentie van de Prins.

## Mascotte(s)
De mascotte van Zandhazendurp heet Hannus d'n Heiboer en is vermoedelijk vernoemd naar Hannes Verhoeven, een persoon uit Maliskamp, die voor de gemeente Rosmalen werkte als straatveger. Bij Maliskamp woonde hij op de hei.
Dat Hannus naar Hannes Verhoeven verwijst, is duidelijk te zien in de kleding. Hannes droeg een zwarte broek, zwarte jas en een zwart petje. Alleen de zwarte jas is bij Hannus blauw geworden, de kleur van Zandhazendurp.
In tegenstelling tot Hannes Verhoeven is Hannus d'n Heiboer geen vrijgezel. Tijdens carnaval zit Hanneke de hele tijd naast hem. Zij draagt een witrode jurk, met daarover heen een witblauwe schort. De kleuren verwijzen naar de kleuren van het Maasland en Zandhazendurp.
De mascotte wordt jaarlijks verzorgd en vereerd door de Hannusclub. Dit is een club die zich jaarlijks bezighoudt met de organisatie van de keinderoptocht (kinderoptocht) en de intocht van de prins.